# Улица Генерала Белова (Москва)
У́лица Генера́ла Бело́ва (до 29 апреля 1975 года — проекти́руемый прое́зд № 5329) — улица в Южном административном округе города Москвы на территории районов Орехово-Борисово Северное и Орехово-Борисово Южное.

## История
Улица получила современное название в память о Герое Советского Союза, участнике Гражданской войны, командире 1-го гвардейского кавалерийского корпуса во время Великой Отечественной войны, остановившего наступление немецких войск под Каширой, командующем ряда военных округов после войны, генерал-полковнике П. А. Белове (1897—1962). До 29 апреля 1975 года называлась проекти́руемый прое́зд № 5329.

## Расположение
Улица Генерала Белова проходит от Борисовского проезда на юго-восток до Ясеневой улицы, пересекая Шипиловскую улицу, Ореховый бульвар и Воронежскую улицу. Участок улицы от Борисовского проезда до Орехового бульвара расположен на территории района Орехово-Борисово Северное, участок от Орехового бульвара до Ясеневой улицы — на территории района Орехово-Борисово Южное. Нумерация домов начинается от Борисовского проезда.

## Примечательные здания и сооружения

### по нечётной стороне
- д. 7, к. 3 — детский сад № 896;
- д. 19, к. 2 — поликлиника № 54;
- д. 19, к. 3 — детский сад № 903;
- д. 21, к. 3 — детский сад № 986;
- д. 35 — торговый центр «Мебельград»;
- д. 49, к. 1 — школа № 1771;
- д. 55, к. 2 — детский сад № 1091.

### по чётной стороне

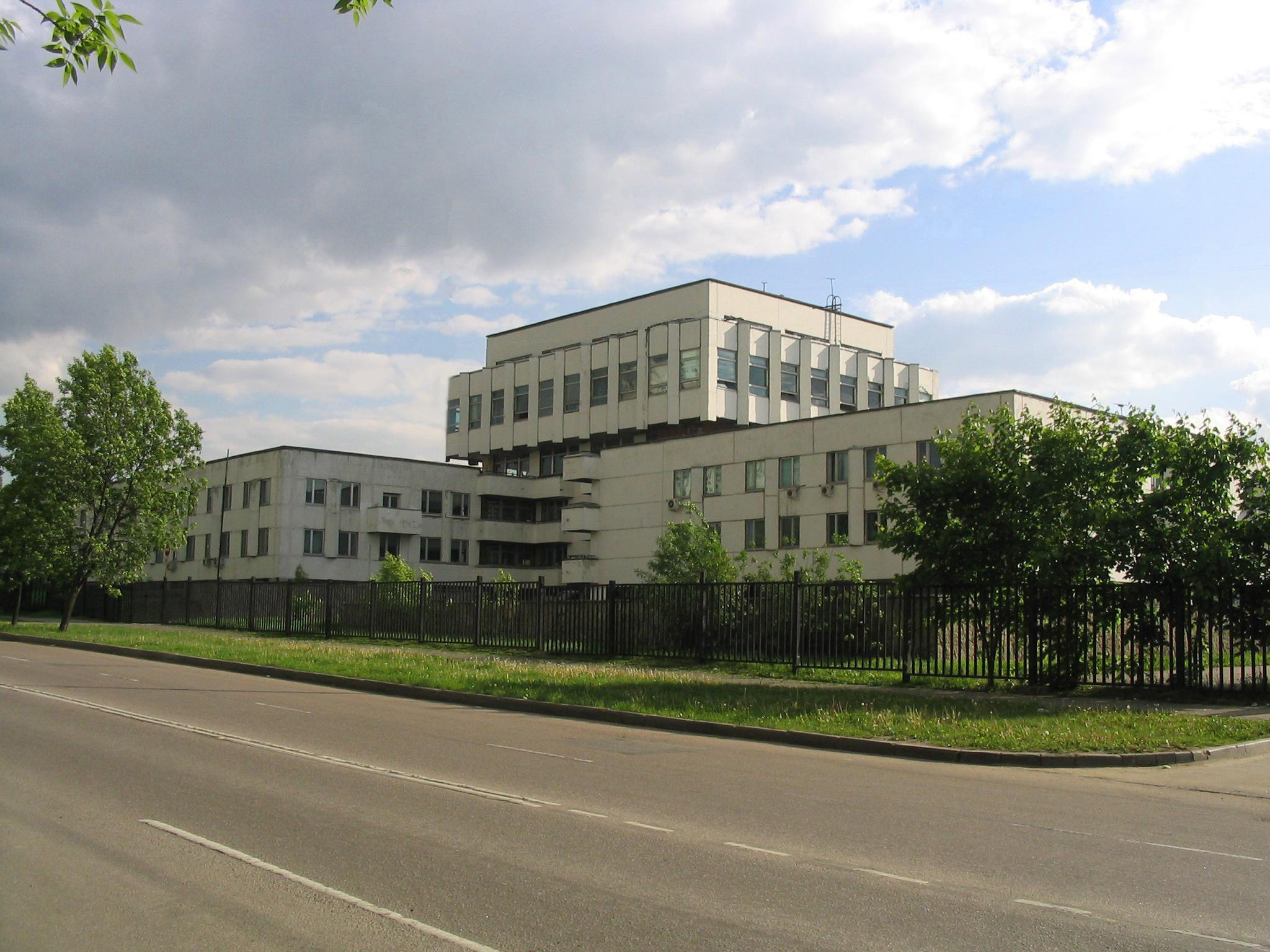
Здание Московского колледжа управления и новых технологий в 2005 году

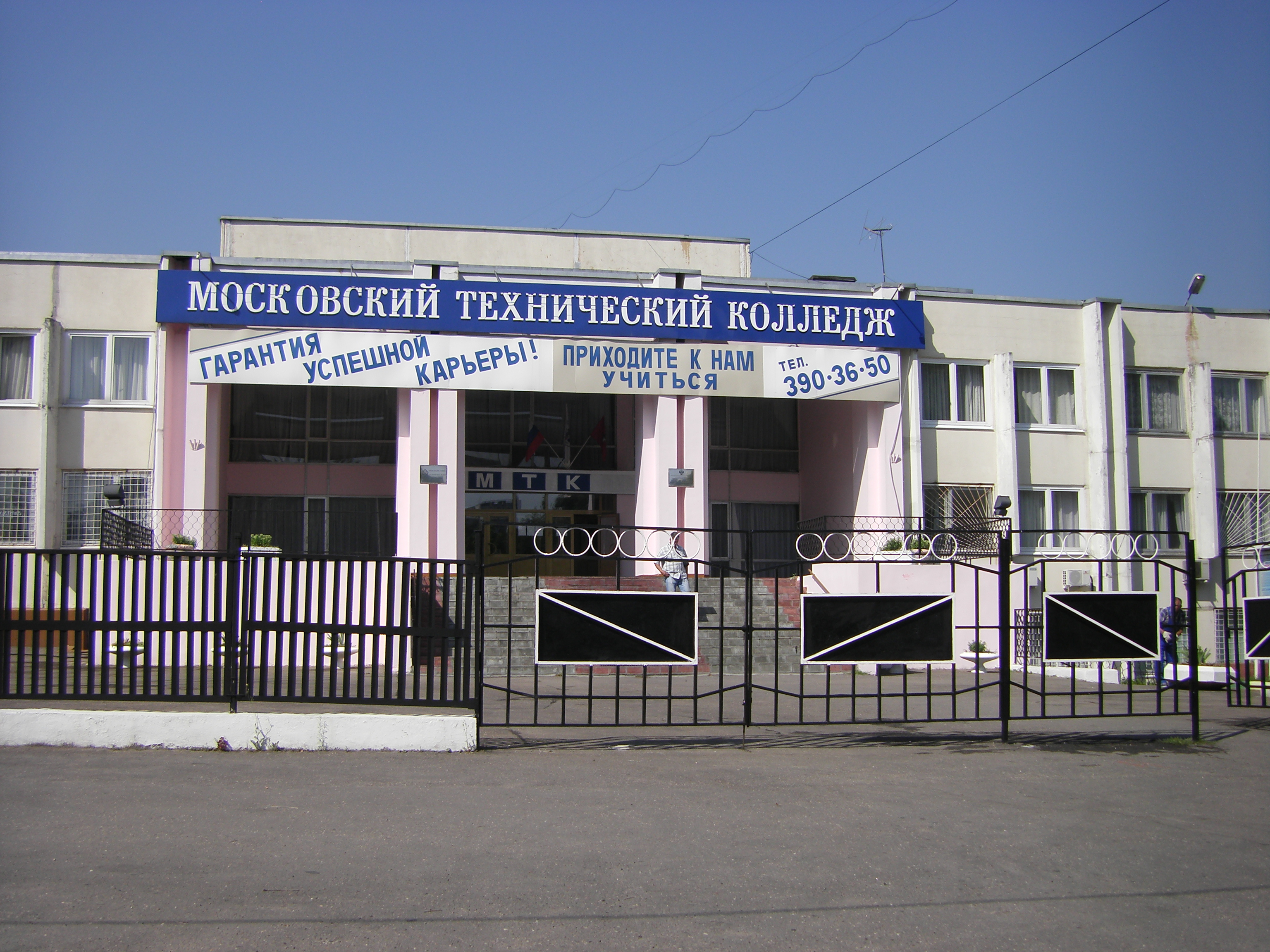
Московский технический колледж в 2011 году

- д. 4 — Московский технический колледж;
- д. 6 — Московский колледж управления и новых технологий;
- д. 14 — Федеральное государственное унитарное предприятие «Специальное научно-производственное объединение „Элерон“»;
- д. 26 — OAO «Инвестпроект» (ранее — ГипроНИИпромсвязь).

## Транспорт

### Автобус
- с819: Каширское шоссе (МКАД) — метро «Красногвардейская» (от Борисовского проезда до Орехового бульвара).
- 828: метро «Красногвардейская» — метро «Домодедовская» (от Воронежской улицы до Орехового бульвара).
- 887: метро «Алма-Атинская» — Тамбовская улица (от Шипиловской улицы до Ясеневой улицы).

### Метро
- Станция метро «Домодедовская» Замоскворецкой линии — у пересечения с Ореховым бульваром.